# Zapalenie powięzi podeszwowej
Zapalenie powięzi podeszwowej – choroba tkanki łącznej podtrzymującej łuk stopy. Jej następstwem jest ból w pięcie i dolnej części stopy, zazwyczaj najbardziej odczuwalny przy stawianiu pierwszych kroków po przebudzeniu lub po okresie odpoczynku. Ból często występuje także przy próbie wygięcia stopy i palców ku górze, w kierunku goleni. Ból zazwyczaj narasta stopniowo i w około 1/3 przypadków dotyczy obydwu stóp.
Przyczyny zapalenia powięzi podeszwowej nie są do końca znane. Czynniki ryzyka obejmują nadwyrężenie, np. poprzez długotrwałe utrzymywanie pozycji stojącej, zwiększoną aktywność fizyczną oraz otyłość. Wiąże się je także ze stopą pronującą, naciągniętym ścięgnem Achillesa i siedzącym trybem życia. Pozostaje niejasne, czy występowanie ostrogi piętowej przyczynia się do wywołania zapalenia powięzi podeszwowej, chociaż jest ona powszechna u osób cierpiących na te schorzenie. Zapalenie powięzi podeszwowej jest chorobą dotykającą miejsca mocowania więzadła do kości, związaną z mikrouszkodzeniami, rozpadem kolagenu i bliznowaceniem. Zważywszy na to, że stan zapalny nie odgrywa w tym schorzeniu znaczącej roli, postuluje się zmianę nazwy na chorobę powięzi podeszwowej. Podstawą diagnozy jest wystąpienie objawów; badanie USG może okazać się przydatne w celu jej potwierdzenia. Inne choroby, dające podobne objawy, to m.in.: choroba zwyrodnieniowa stawów, zesztywniające zapalenie stawów, atrofia poduszki tłuszczowej pięty i reaktywne zapalenie stawów.
Większość przypadków zapalenia powięzi podeszwowej ustępuje z czasem dzięki zachowawczym metodom leczenia. Na okres kilku pierwszych tygodni zaleca się odpoczynek, zmianę dotychczasowych aktywności, przyjmowanie środków przeciwbólowych i ćwiczenia rozciągające. Jeżeli to nie wystarczy, można rozważyć zastosowanie fizjoterapii, ortez, szyn lub zastrzyków z kortykosteroidów. Jeżeli środki te okażą się nieskuteczne, dodatkowo można zastosować pozaustrojową terapię falami uderzeniowymi lub operację.
Od 4% do 7% populacji odczuło lub odczuwa ból pięty: około 80% spośród tych przypadków spowodowane jest zapaleniem powięzi podeszwowej. Około 10% ludzi doświadcza tego schorzenia w którymś momencie życia. Staje się ono bardziej powszechne z wiekiem. Pozostaje niejasne, czy którąś z płci dotyka częściej.